# Батарея A23

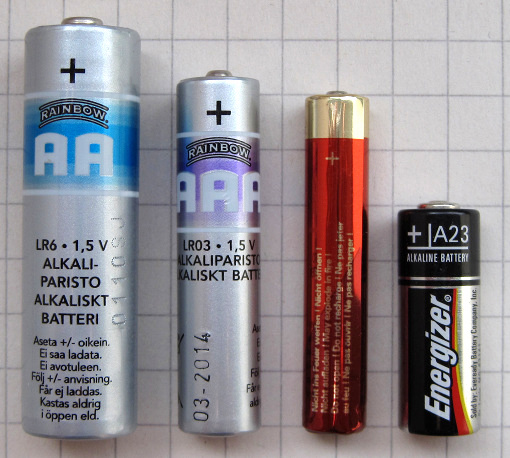
Слева направо: гальванические элементы типоразмеров AA, AAA, AAAA и батарея A23

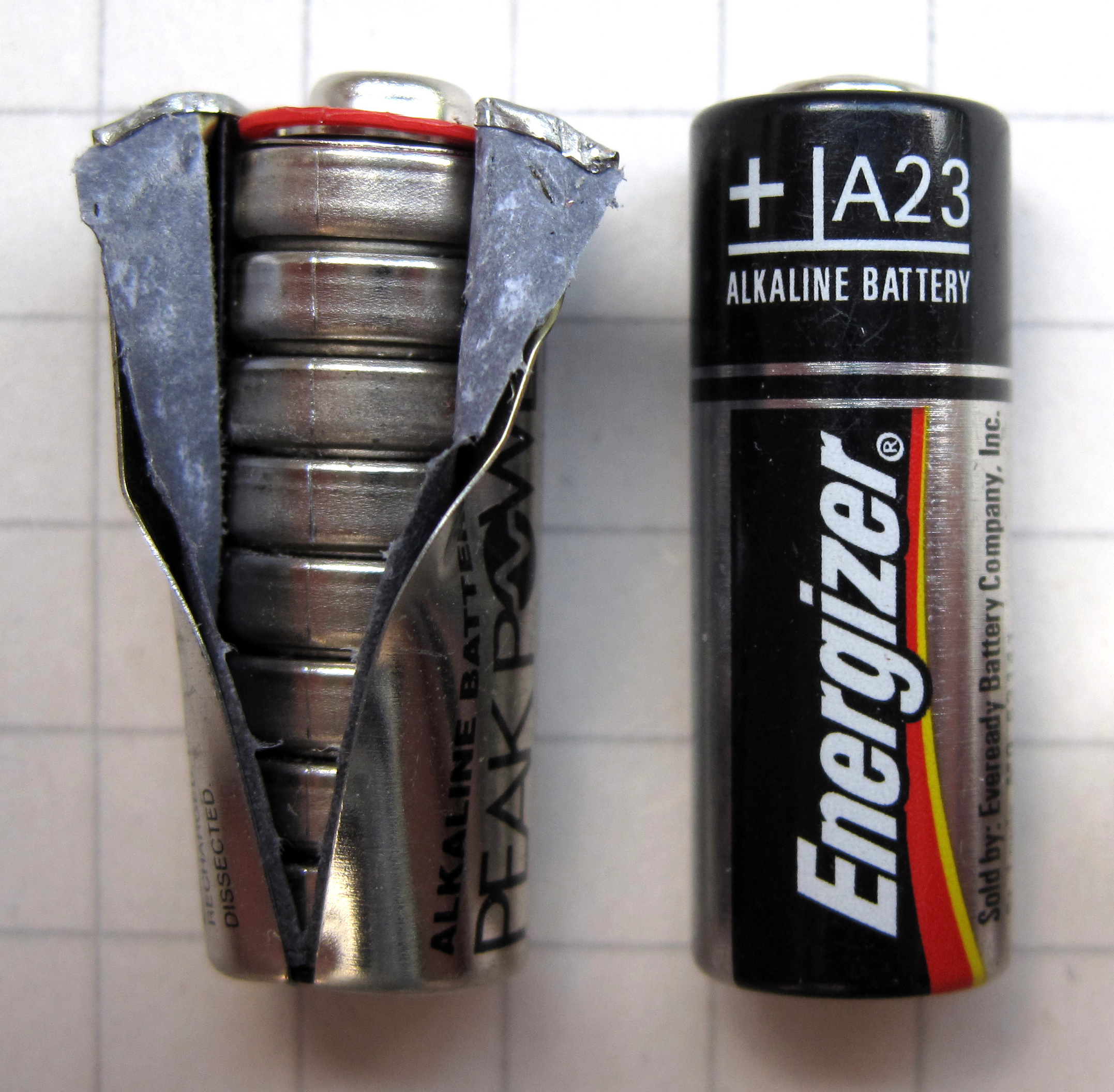
Вскрытая А23 батарея, в которой видны элементы LR932, рядом с целой батареей

Батарея A23 (также известная как 8LR932, 8LR23, ANSI-1181A, LRV08, K23A, MN21, E23A, GP23A, V23GA, L1028) — типоразмер электрической батареи напряжением 12 вольт, состоящей из 8 последовательно соединённых миниатюрных гальванических элементов по 1,5 В. В основном используется в миниатюрных радиочастотных устройствах, таких как брелоки автосигнализации, бесконтактные ключи и т. д.
Батарея A23 меньше, чем элемент ААА.

## Технические характеристики
- Цилиндрическая
- Длина — 28,9 мм
- Диаметр — 10,3 мм.
- ЭДС — 12 В.
- Типичная ёмкость — 40 мА·ч.
- Масса — около 8 г.
- Собрана из 8 элементов (обычно щелочных элементов LR932)